# 湯姆·龐巴迪
湯姆·龐巴迪（Tom Bombadil）是托爾金奇幻小說的虛構角色，他在托爾金1954年至1955年出版的敍事史詩小說《魔戒》裡登場，在《魔戒》第一部《魔戒現身》裡，佛羅多·巴金斯等人在老林遇見湯姆·龐巴迪。湯姆·龐巴迪亦在1962年出版的《湯姆·龐巴迪歷險記》登場，該詩書收錄了哈比人的詩歌，其中二首是有關湯姆·龐巴迪的詩歌。

## 生平

### 湯姆·龐巴迪歷險記
托爾金創造了湯姆·龐巴迪這個角色以紀念他孩子的荷蘭洋娃娃，並寫了一些關於湯姆·龐巴迪的輕鬆兒童詩歌。托爾金將他想象為大自然的靈魂，在托爾金的在世時期，英國的郊野開始減少。
1934年，托爾金創作的詩歌「湯姆·龐巴迪歷險記」將湯姆·龐巴迪描寫成一個居住在柳蘇河的「快樂的傢伙」。他在空閒的時候會到處尋幽探秘。一些住在柳蘇河峽谷的神秘人，如河妖金莓（Goldberry）、老柳頭（Old Man Willow）、殺人獾及古墓屍妖都為了各自的目的而欲捉拿湯姆·龐巴迪，但全都被湯姆·龐巴迪擊敗，湯姆·龐巴迪那強大的聲線擊破了他們的魔法，並命他們回去。在詩歌的末段，湯姆·龐巴迪捉著金莓，並以她為妻。在整個詩歌裡，對於被敵人追捕，湯姆·龐巴迪不以為意，並以他那天賦的言語力量挫敗他們。
後來的一首詩歌「龐巴迪去划船」（Bombadil Goes Boating）將湯姆·龐巴迪投入到中土大陸裡，他從柳蘇河來到巴蘭督因河，哈比人居住在附近。湯姆·龐巴迪在旅途中曾被在河區居住的生物挑戰，包括禽類、水獺及哈比人，但全都被湯姆·龐巴迪的聲線震懾，他在馬嘎的農場結束了旅程，他在農場與馬嘎一家一起喝酒跳舞，那些被湯姆·龐巴迪震懾的鳥禽及水獺一起合作，把湯姆·龐巴迪所坐的小船推送回家。詩裡提及到一些中土大陸的地名，如布理、塔丘（Tower Hills）等，並暗示了一些第三紀元末所發生的事件。
該詩收錄在《湯姆·龐巴迪歷險記》及其後出版的《托爾金奇幻小說集》（Tales from the Perilous Realm）裡。

### 魔戒
在《魔戒》裡，湯姆·龐巴迪是一位解圍式劇情的神秘人物。在《魔戒》的時期，湯姆·龐巴迪和妻子金莓仍然住在柳蘇河的家裡，一些詩中的字詞和地名被套用到《魔戒》裡。他被形容為「森林、流水和山丘的主人」，他在說話及歌唱時的聲線低沉。他出現在「老林」、「進入湯姆·龐巴迪的家」及「古墓崗之霧」三個章節裡，還有在故事尾聲的「歸鄉旅程」及「灰港岸」裡。湯姆·龐巴迪那平凡的外貌的背後隱藏著強大的力量和睿智。
在故事裡，梅里及皮聘墮入老柳頭的陷阱裡，佛羅多大聲呼救，湯姆·龐巴迪在此時登場了。湯姆·龐巴迪命令老柳頭釋放梅里及皮聘，並以歌聲將老柳頭催眠，哈比人還在湯姆·龐巴迪的家裡獲得保護。他們發現至尊魔戒對湯姆·龐巴迪沒有任何作用，即使佛羅多戴上至尊魔戒，湯姆·龐巴迪仍能看見佛羅多，湯姆·龐巴迪在戴上魔戒後也沒有隱形，他甚至將至尊魔戒往上一拋，至尊魔戒憑空消失，接著又突然在他另一只手上出現，交還給佛羅多。這使人懷疑他擁有比至尊魔戒更強大的力量，然而，在「愛隆召開的會議」一節裡，甘道夫的一席話擊破了這說法，雖然「魔戒沒有力量影響他」，但甘道夫相信「如果他被交付予魔戒，他可能會很輕易地忘了它，甚至不小心將它弄丟」，讓故事裡的主要反派角色索倫制造災難。
佛羅多在湯姆·龐巴迪的家裡度宿了兩個晚上。第一個晚上，他夢見了讓人懼怕的東西。第二個晚上，他夢見雨幕後的灰光轉化成如幻似真的水晶玻璃，然後慢慢退去，日出的光芒照亮一片青翠的大地。
哈比人們在離開前，湯姆·龐巴迪教他們唱一首詩歌，當他們在湯姆·龐巴迪的領域內遇到危險時，這首詩歌可讓他們振作起來。果然，他們在「古墓崗之霧」一節裡遇到四名古墓屍妖，那首詩歌拯救了他們，湯姆·龐巴迪又把從古墓屍妖屍巢穴發現的短劍交給他們。哈比人離開老林，湯姆·龐巴迪不願意踏出他的領域，他指導哈比人們前往布理的躍馬旅店。
在《魔戒三部曲：王者再臨》的末段，佛羅多和甘道夫回程，甘道夫說他希望跟他詳談，並說他是「居家型男人」。在故事終結之時，佛羅多乘船離開中土大陸，航向西方，直到有一個下雨的晚上，他看到如同在湯姆·龐巴迪家裡第二晚的夢境。

## 特徵
湯姆·龐巴迪是一位敏捷、活潑、愛遊玩的賢人，經常保持著愉快、無憂無慮的態度，很少東西能夠引起他的關注。雖然他清楚了解至尊魔戒的來龍去脈，但是他並不在乎至尊魔戒。這種性格頗為複雜，在瑞文戴爾舉行的愛隆會議上，甘道夫等人指出湯姆·龐巴迪不會在索倫的行動下毫無影響，然而，湯姆·龐巴迪卻完全不關注至尊魔戒的力量。事實上，對湯姆·龐巴迪來說，他最強大的敵手可能是老柳頭，因為老柳頭佔領了湯姆·龐巴迪領域內的一片樹林。

## 名字及稱號
甘道夫稱湯姆·龐巴迪是中土大陸現存最年長的生命，湯姆·龐巴迪的辛達語姓名伊爾溫班爾達（Iarwain Ben-adar，無父之人）就是証據。矮人稱湯姆·龐巴迪為佛恩（Forn，斯堪地納維亞語解作「古老的」或「遠久時空的」），人類則叫他做歐羅德，以上這些名姓都解作「年老的」。樹鬍也自稱在中土大陸居住得最久，沒有任何人比他更早出現在中土大陸，托爾金卻陳述道：「樹鬍是我故事裡的角色，雖然他擁有強大的記憶力及天生的睿智，但他並非智者，仍然有許多他不知道的東西。」
對湯姆·龐巴迪，托爾金說有些東西必須要在故事裡保持神秘，湯姆·龐巴迪也不是唯一一個來歷不明的人物。當魔戒遠征隊橫過卡蘭拉斯山時，甘道夫曾指那裡有一些比索倫更古老的生物。甘道夫後來墮入摩瑞亞的深淵，亦曾提及過地下的黑暗生物，樹人的滅絕也被托爾金刻意保持神秘。

## 概念及設想
托爾金以孩子的荷蘭洋娃娃作為藍本，創造出湯姆·龐巴迪一角，這比他寫作《魔戒》時更早。
托爾金在回覆一名讀者的來信時寫道：
|  | 湯姆·龐巴迪在故事裡並非重要的角色，作為「註解」，我就認為他有些重要。我的意思是其實我不想寫成這樣，他只是代表著一些我認為很重要的東西，但我並不打算明確地解釋。如果他沒有一點作用的話，我是不會讓他進入故事的。 |

此後，托爾金再沒有進一步闡釋湯姆·龐巴迪的角色：
|  | 我這樣說，正義的一方與邪惡的一方造就了這個故事，美麗與醜陋、暴虐與仁慈、自由與專制，沒有任何物質可以制節這些強大的勢力，兩者當中亦有輕重之分，如果你能夠免受這些勢力的影響，那你就是一個清貧樂道的人，能摒棄權力。那麼權力及支配的對與錯對你來說毫無意義，所謂的權力毫無價值…… |

|  | 這是和平主義者所期待的，當戰爭爆發時，這思想經常也會浮現……瑞文戴爾的景色正好代表了這個見解，但這並不足以支撐它的存活，只有西方的勝利才可以龐巴迪繼續存活。如果是索倫的天下，龐巴迪將得不到任何東西。 |

托爾金甚至為湯姆·龐巴迪進行辯解：
|  | 在神話時代，一定存在著一些秘密，湯姆·龐巴迪就是其中一個。 |

## 關於其真實身份為何的爭論
湯姆·龐巴迪的來歷模糊不清，他聲稱自己是「年老的」及「主人」，他曾說他見証過中土大陸的「第一滴雨水落下及第一顆橡實的成長」，並「曾渡過那在暗夜星光之下無所畏懼的年代，在那闇王從宇外出現之前的年代」。
有推測指他是其中一位埃努，甚至是伊露維塔，當讀者將湯姆·龐巴迪與伊露維塔比對的時候，托爾金卻說湯姆·龐巴迪並不是伊露維塔，但他也再沒有進一步說明了。
在愛隆會議上，加爾多曾指湯姆·龐巴迪「並沒有阻止魔王的力量，除非大地本身有意願阻止魔王」，暗示他是中土大陸天性的實體，這就可以解釋為何湯姆·龐巴迪經常都忘記了凣人，也印證了甘道夫所說的話，認為他不會理解至尊魔戒的重要性，如果把至尊魔戒委託給他，他甚至會遺失至尊魔戒。詩詞中說他的歌聲強勁、還有他的稱號「主人」，更進一步地說明湯姆·龐巴迪可能是中土大陸的守護者。
但亦有一些文學研究者認為湯姆·龐巴迪不太可能是中洲的化身，原因是魔帝魔苟斯的勢力早已染指阿爾達，如果湯姆·龐巴迪是中洲的化身，他應該傾向邪神的一方，但很明顯他不是一個邪魔，此外在愛隆會議上亦曾指出如果魔君索倫獲勝，湯姆·龐巴迪將是最後一個倒下的，但魔君本應渴望統治而非摧毀中洲，因此如果湯姆·龐巴迪是中洲的化身，他在魔君獲勝後應該受其控制而非被擊敗，除此之外, 湯姆·龐巴迪也無法完全掌控中洲，老柳頭甚至佔據了他領地的一部份，湯姆·龐巴迪居住地四周的樹林對他充滿敵意，這表明大地與湯姆·龐巴迪並非一體，有時候甚至互相對立，因此, 唱歌極具力量的湯姆·龐巴迪或許是神靈在演奏埃努的大樂章時所奏出的音樂之化身，與可能象徵着墜落的埃努米爾寇（Melkor）所滲入的雜音的神秘妖怪昂哥立安完全對立。在小説中, 當山姆等人在魔多遇到昂哥立安的後代屍羅時，山姆表示他希望湯姆·龐巴迪會在那𥚃幫助他們，暗示湯姆·龐巴迪與昂哥立安之間可能存在着某種關聯。
另有説法宣稱湯姆·龐巴迪是伊露維塔賴以創世的秘火之化身，但受到一些愛好者的批駁。
還有其他一些説法宣稱湯姆·龐巴迪代表作者、作者的一位朋友或讀者自己等等，也有説法宣稱他是大自然的化身、時間的化身或純粹的思想，又或者是第一個存活在一亞的生靈等等，但這些説法都受到批駁。此外, 有一些不被社群中的大多數愛好者認可的説法宣稱他是比魔君索倫更加強大和古老的邪惡生靈，在魔帝魔苟斯進入阿爾達（Arda, 原指絕大多數生靈所居住的世界，後指故事世界中的太陽系）之前就已經統治着英巴爾（Imbar, 指故事世界中的地球），只是後來被一眾維拉禁錮在某個地方，但這個説法受到猛烈批駁，被認為十分不合理。關於湯姆·龐巴迪的真實身份 至今仍然具有很大的爭議性。
湯姆·龐巴迪在托爾金創作的詩歌《湯姆·龐巴迪歷險記》裡登場，明顯比《魔戒》更早出現。

## 改編描述
大部分的電影及電台改編都忽略了湯姆·龐巴迪這個角色（1979年《魔戒》電台劇除外）。雷夫·巴克西（Ralph Bakshi）及彼得·傑克遜解釋湯姆·龐巴迪沒有在他們的電影和動畫裡登場是因為他對故事主線的發展影響不大，而且他的出現會使劇情不合理地拖長。在彼得·傑克遜執導的電影加長版裡，一些與湯姆·龐巴迪的對話被轉移到梅里和皮聘與樹鬍的對話。
雖然湯姆·龐巴迪沒有在彼得·傑克遜執導的電影《魔戒》裡登場，但魔戒卡片遊戲裡卻含有一張湯姆·龐巴迪的卡片，該卡片是以哈利·韋拿丘（Harry Wellerchew）為模樣的。
湯姆·龐巴迪也出現在一些改編裡，包括1979年的魔戒電台劇，角色由諾曼·謝利飾演。
他也沒有在魔戒的音樂劇裡出現，然而，在音樂劇的尾聲，佛羅多等人返回夏爾，甘道夫說他會去湯姆·龐巴迪那邊。
湯姆·龐巴迪是大型多人線上角色扮演遊戲《魔戒Online》的非玩家角色，他是劇情任務的重要角色。
而在電腦遊戲《魔戒：中土大戰II》裡，湯姆·龐巴迪是自由子民陣營的一位英雄。

## 外部連結
- 托爾金入門 （页面存档备份，存于）：湯姆·龐巴迪 （页面存档备份，存于）
- 阿爾達百科
- 湯姆·龐巴迪是甚麼？ （页面存档备份，存于）
- 誰是湯姆·龐巴迪？ （页面存档备份，存于）
- 遇上龐巴迪